# Médaille de Sainte-Hélène
La médaille de Sainte-Hélène est instituée par décret de Napoléon III, le 12 août 1857, sous le Second Empire. Elle est dédiée aux « compagnons de gloire » de Napoléon Ier dans les « campagnes de 1792 à 1815 », afin de satisfaire en partie les dernières volontés de Napoléon Bonaparte telles que rédigées dans son testament à Sainte-Hélène. Elle est considérée comme la première « médaille commémorative » française.

## Genèse
Avant cette date, la France ne possède pas de médaille remise à tous les participants d'une campagne donnée. Pendant la guerre de Crimée, les médailles commémoratives britanniques pour la campagne de Crimée et l'expédition en mer Baltique sont attribuées aux militaires français, avec l'autorisation de l'empereur Napoléon III. Depuis lors, les différents régimes politiques de la France ont créé de nombreuses médailles commémoratives à l'occasion des expéditions militaires et des guerres de la fin du XIXe et du XXe siècle.

## Création
En avril 1821, lors de son exil à Sainte-Hélène, Napoléon dicte un testament comportant trois parties. La troisième est un acte de reconnaissance à l'égard de ceux qui, de 1792 à 1815, ont combattu « pour la gloire et l'indépendance de la France ». Dans ce but, il lègue la moitié de son patrimoine privé, qu'il estime alors à près de 204 millions, montant qu'il considère avoir économisé sur sa liste civile — 28 millions par an —, à des villes et à tous les soldats de la Grande Armée, ce que le gouvernement royal refuse, d'où les multiples procès intentés par ces légataires.
Pour mettre en œuvre la disposition du testament impérial alors que la clause testamentaire ne peut être respectée (les 204 millions ayant été reversés au Trésor public), Louis-Napoléon Bonaparte « voulant honorer par une disposition spéciale les militaires qui ont combattu sous les drapeaux de la France dans les grandes guerres de 1792 à 1815 », accorde une médaille commémorative et une petite pension attribuées à tous les anciens compagnons d'armes de l'Empereur, soit près de 405 000 survivants. Il appelle cette nouvelle décoration « Médaille de Sainte-Hélène ».
La création de cette médaille recouvre des enjeux politiques importants. Médaille internationale, quelle que soit la nationalité du récipiendaire, elle légitime le régime de Napoléon III dans le concert des nations. Sur le plan intérieur, le choix de la date de 1792 comme début de la période considérée inscrit le Second Empire dans la continuité de la Révolution française. Enfin, elle permet de régler la succession de Napoléon Ier et d'affirmer la filiation dynastique avec son neveu, Napoléon III.
Cette médaille, créée par décret le 12 août 1857, est dessinée et réalisée par le sculpteur Désiré-Albert Barre. À l'avers se trouve le profil de l'empereur Napoléon Ier, et au revers ce texte : « Campagnes de 1792 à 1815. À ses compagnons de gloire, sa dernière pensée, Ste Hélène 5 mai 1821 ». Elle est présentée dans une boîte de carton au couvercle recouvert d'un papier blanc glacé portant en relief l'Aigle impérial et l'inscription « Aux compagnons de gloire de Napoléon 1er - Décret du 12 août 1857 ».
Cette médaille de bronze est portée à la boutonnière, suspendue à un ruban vert et rouge framboise à raies très étroites. En raison de la patine du bronze, elle est surnommée « la médaille en chocolat ».
L'Association des médaillés de Sainte-Hélène est fondée en décembre 1859 par le préfet Sencier. Tous les membres payent une modeste cotisation annuelle. Des associations départementales sont aussi formées. Les cotisations sont utilisées pour verser des secours financiers aux plus démunis d'entre eux.

## Récipiendaires
On estime qu’environ 405 000 soldats de la Grande Armée de Napoléon (Français, Allemands, Belges, Polonais, Danois, Irlandais, etc.) en bénéficient. Les chiffres sont approximatifs du fait de la disparition des archives dans l'incendie du palais de la Légion d'honneur durant la Commune. Seuls les documents contenus dans chaque dépôt d'archives départementales françaises sont conservés, quand ceux-ci n'ont pas été eux-mêmes détruits, généralement dans les séries M, concernant les distinctions honorifiques, ou R concernant les archives militaires. Des bénévoles transcrivent les informations qui sont mises en ligne dans la base de données. Les données recueillies sont très variables d'un département et d'un individu à un autre : elles peuvent porter sur les campagnes militaires, les blessures, la situation familiale, etc. Les données sur les médaillés originaires de Belgique, du Luxembourg et du Danemark sont également recueillies. Ce projet bénévole, débuté en 1999, est toujours en cours. Ainsi en août 2013, le dépouillement est terminé dans environ la moitié des départements français, il est terminé pour la Belgique, le Luxembourg ; il est en cours pour le Danemark et une trentaine de départements français. La base de données comporte 207 385 médaillés.
La médaille n'est pas décernée à titre posthume et son attribution repose sur des critères stricts, tout en concernant de nombreuses personnes. On doit avoir servi aux armées de terre ou de mer françaises entre 1792 et 1815, sans aucune durée de service requise, ni aucune participation à une campagne. Il faut obligatoirement pouvoir justifier de son service durant cette période à l’aide de tout document émanant des autorités militaires. Si l’ancien militaire possède encore son livret militaire, son congé définitif ou de réforme, son mémoire de proposition à la retraite, il y a droit. Ceux qui ont perdu tous ces documents ne peuvent pas y prétendre.
Les candidats doivent demander la médaille à la mairie. Avoir encore des preuves du service, si longtemps après, n'est pas si simple. Les états de service sont vérifiés d'abord en mairie puis au ministère de la guerre.
La première distribution a lieu le 15 août 1857. Ce jour-là, à treize heures, l'empereur Napoléon III remet lui-même la médaille à Jérôme Bonaparte alors âgé de 75 ans. Les maréchaux Vaillant (ministre de la Guerre), Magnan, Pelissier, Baraguey d'Hilliers, l'amiral Hamelin (ministre de la Marine) sont parmi les tout premiers médaillés. Ornano, Gouverneur des Invalides, ainsi que bon nombre de généraux de division et de brigade, d'amiraux, de vice-amiraux et de contre-amiraux la reçoivent aussi. Le capitaine Jean Plumancy est également l'un d'entre eux.
Localement, la remise de la médaille est l'occasion de cérémonies officielles organisées en grande pompe, comme celle du 24 janvier 1858 dans la petite ville alsacienne de Brumath : dans les rues pavoisées, le cortège officiel marche derrière la fanfare des pompiers et aboutit devant l'hôtel de ville où le discours du maire précède la remise des décorations. Elle est suivie d'un banquet et une illumination clôt la journée.
Les quatre Grands Chanceliers de la Légion d'honneur en exercice pendant la période d'attribution de la médaille de Sainte-Hélène sont :
- 24 mars 1853 : général Anne Charles Lebrun, duc de Plaisance ;
- 20 juillet 1859 : maréchal Aimable Pelissier, duc de Malakoff ;
- 21 novembre 1860 : amiral Ferdinand Hamelin ;
- 27 janvier 1864 : général Charles de Flahaut.

Les plus jeunes des 405 000 récipiendaires sont quinquagénaires, mais beaucoup sont âgés, voire sont des vieillards, comme un vétéran vosgien qui est âgé de 94 ans quand il reçoit sa médaille. Ils ont des professions et des situations sociales très variées : paysans, artisans, commerçants, ouvriers, professions libérales, etc. Pour beaucoup d'entre eux, cette médaille, arborée à la boutonnière, est une marque essentielle de reconnaissance sociale. Avant 1871, la mention « décoré de la médaille de Sainte-Hélène » est fréquemment ajoutée aux actes de décès.
La commission chargée de la répartition des legs décide de choisir parmi les récipiendaires 5 000 des plus méritants, qui reçoivent chacun 400 francs en plus de la médaille. Parmi ceux-ci, cent quarante-quatre Belges peuvent se dire héritiers de l'Empereur. Les autres ne reçoivent que la médaille et le diplôme l’accompagnant.
Le dernier médaillé français, L. V. Baillot, meurt le 9 avril 1898 à l'âge de 105 ans, après avoir été également décoré de la Légion d'honneur par le président de la République.

Photographies de récipiendaires de la médaille de Sainte-Hélène, prises entre 1857 et 1858.
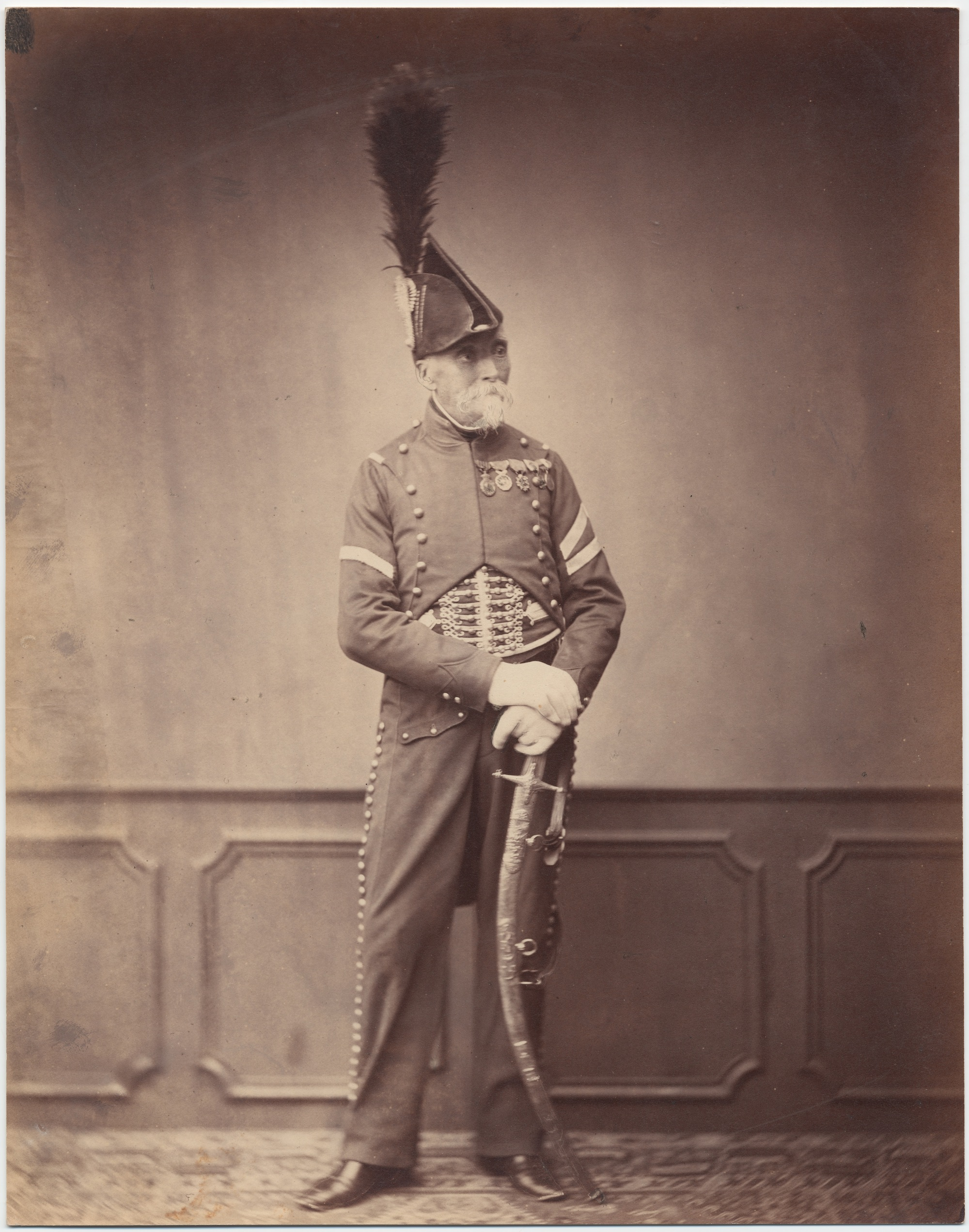
M. Dupont, fourrier des 1er Hussards
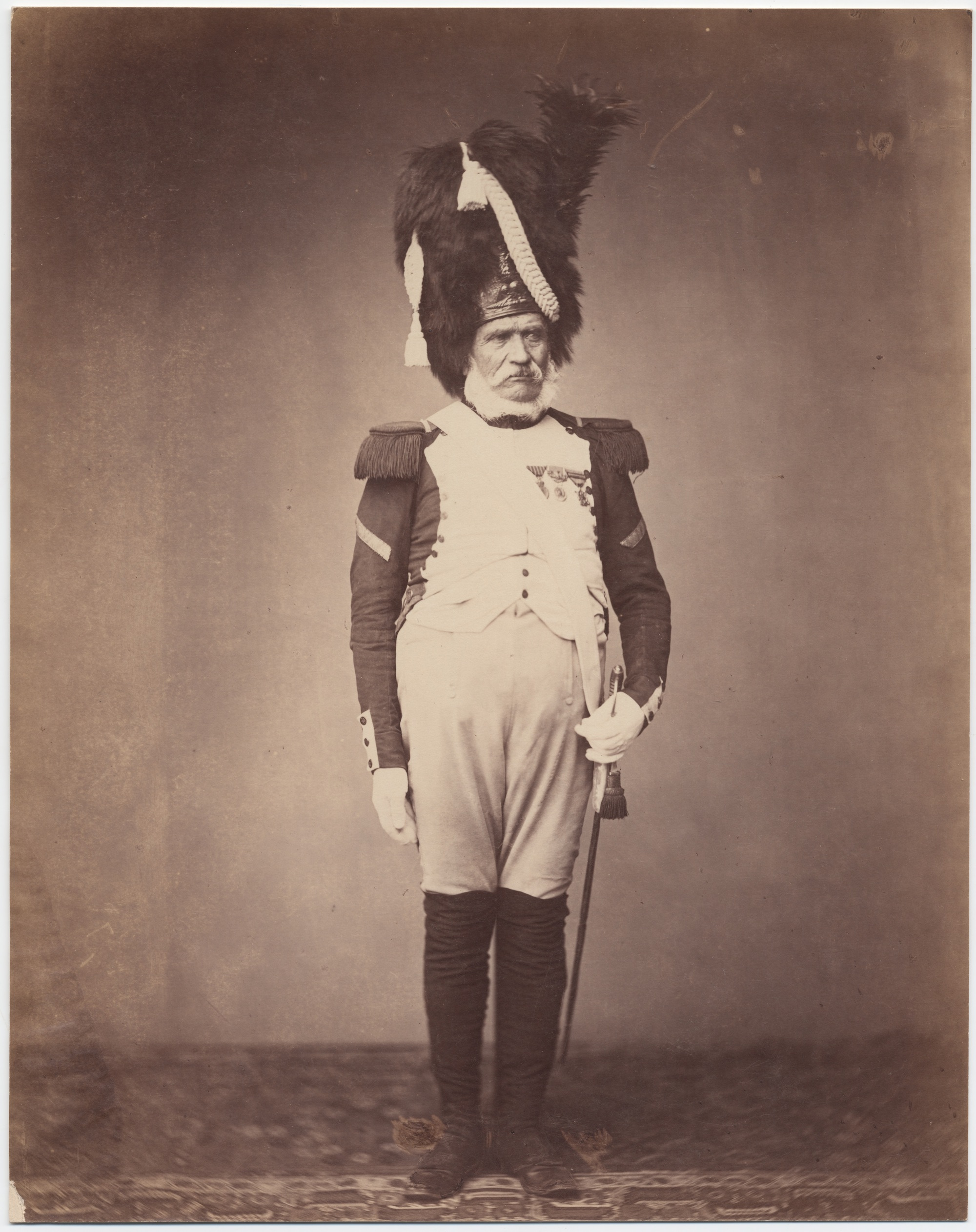
Grenadier Burg, 24e régiment de la Garde (1815)
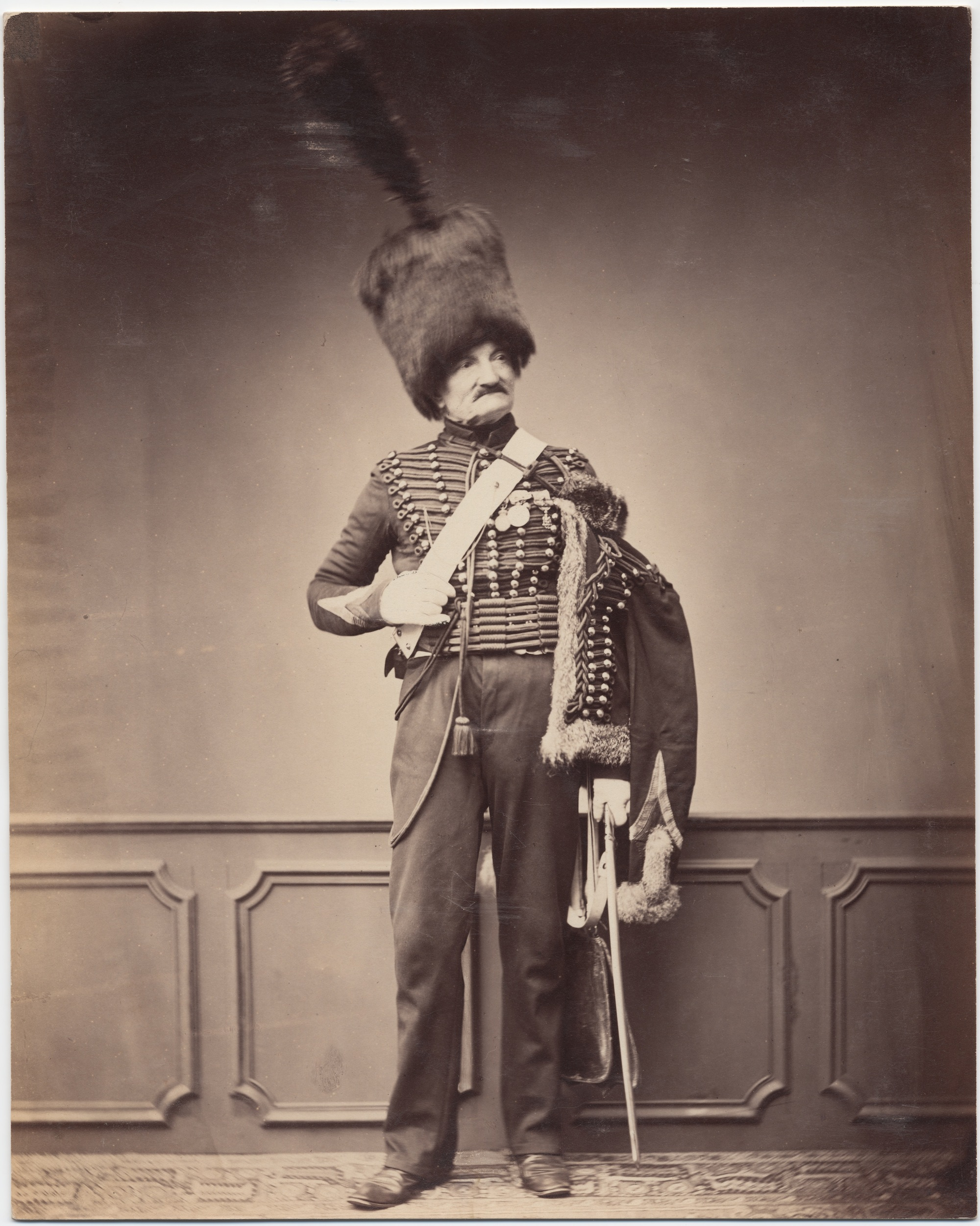
M. Maire des 7e Hussards (1809-1815)
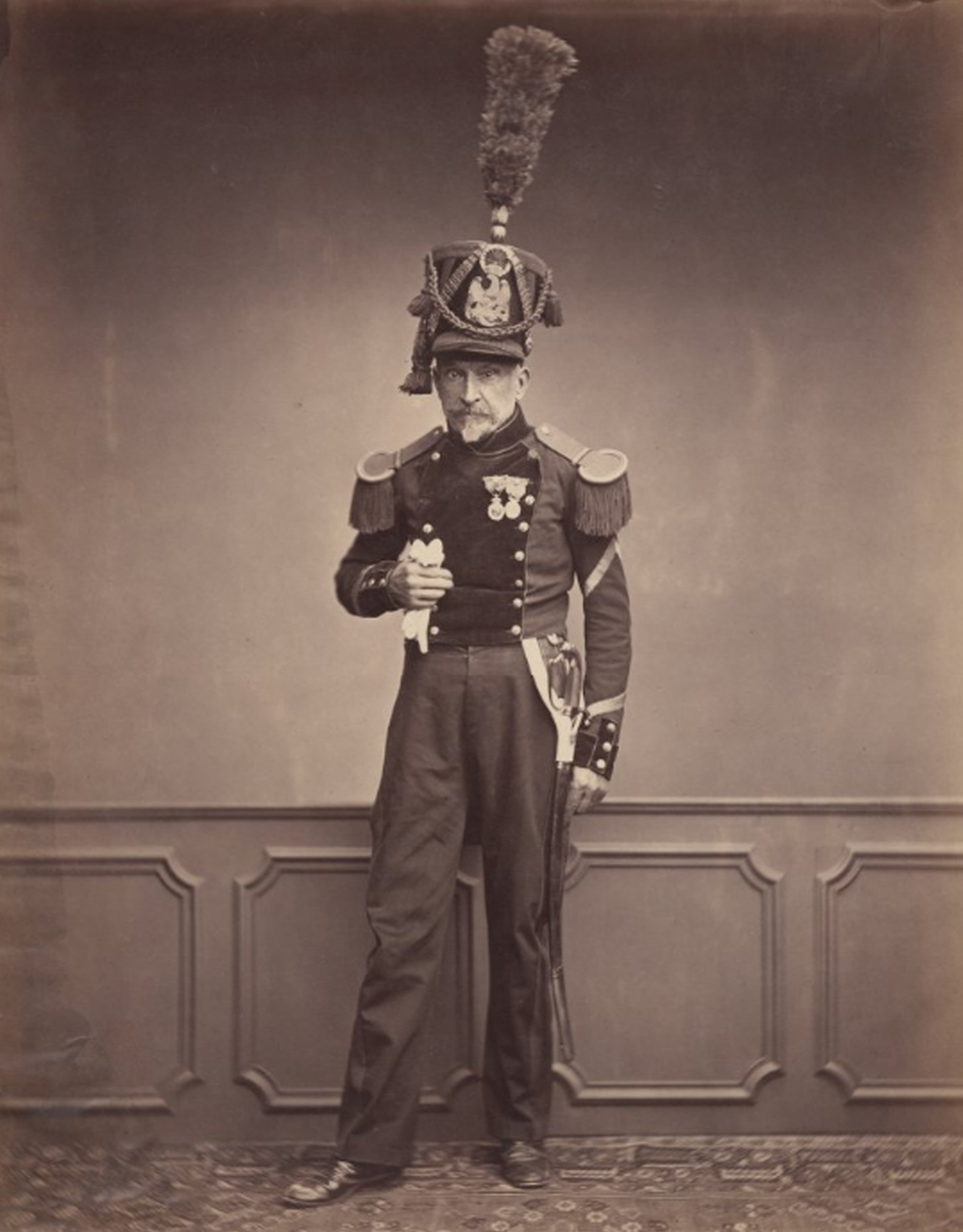
M. Lefebre, sergent du 2e régiment d'Ingénieurs en 1815
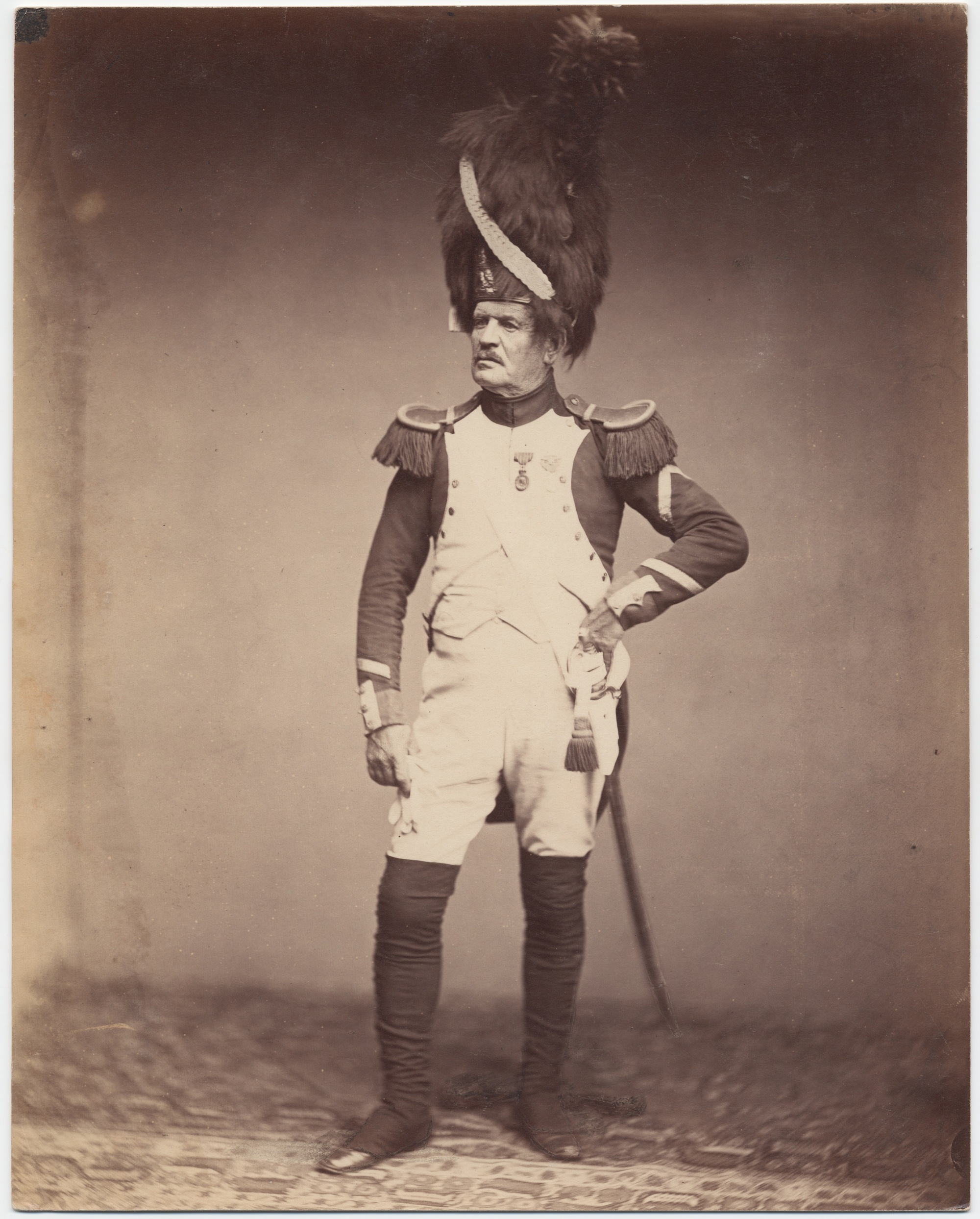
Sergent Taria des Grenadiers de la Garde (1809-1815)
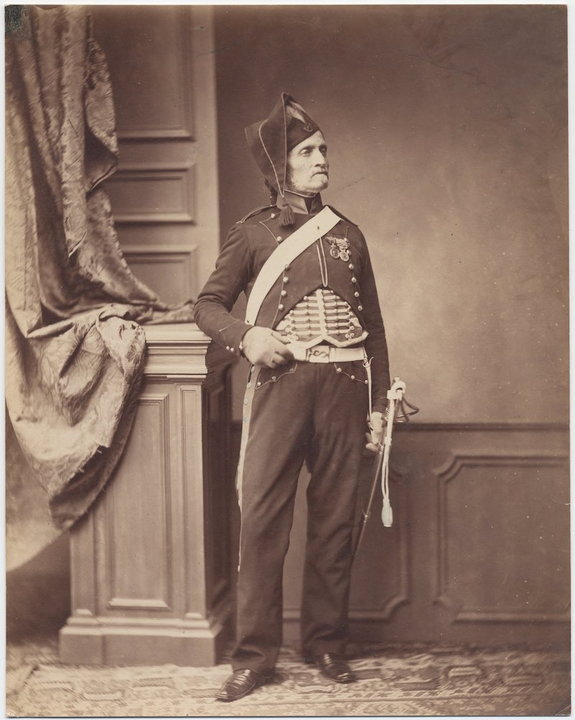
M. Schmidt du 2e régiment de Chasseurs Montés (1813-1814)

## La médaille de Sainte-Hélène et la Belgique
175 000 Belges servent dans les armées de la République et de l'Empire.

### Recensement des récipiendaires
La décoration peut aussi être attribuée à l'étranger, où s'étaient formées bon nombre de sociétés de frères d'armes. Des bijoux sont envoyés en Hollande, en Pologne, en Allemagne, en Italie. Les anciens militaires de la République et de l'Empire susceptibles de recevoir la médaille doivent s'adresser au bourgmestre de leur commune et remettre les pièces à l'appui de leur demande. Ainsi par exemple, à Mons (Belgique), les bourgmestres et échevins avisent la population qu'il résulte du décret impérial du 15 août qu'une médaille commémorative est donnée à tous les militaires des armées de terre et de mer qui ont combattu sous les drapeaux français de 1792 à 1815.
Les édiles préviennent en conséquence ceux des habitants de la ville que la chose intéresse qu'ils doivent remettre au bureau militaire de l'administration communale les demandes qu'ils seraient disposés à adresser au gouvernement français à l'effet d'obtenir la médaille dont il s'agit. Chaque demande doit être accompagnée d'une copie certifiée des états de service des pétitionnaires (Mons, le 19 septembre 1857).
Une liste nominative des ayants droit est adressée à l'autorité supérieure par chaque commune. La Légation de France à Bruxelles se charge de réclamer les brevets et les médailles au nom des bénéficiaires. En outre, l'Office des Correspondances fait paraître l'avis suivant dans plusieurs journaux :

« L'Office des Correspondances, qui compte à Bruxelles plus de dix années d'exercice, vient de fonder à Paris un bureau spécial pour hâter à la vérification des titres à l'obtention de la médaille créée par l'Empereur en faveur des militaires qui ont servi de 1792 à 1815 inclusivement, sous les drapeaux français. L'administration de l'Office, s'empresse d'informer les ayants droit qu'elle se charge, au prix le plus modéré, de la recherche et de la copie des états de service, de la rédaction des pétitions et des mémoires, ainsi que des démarches auprès des autorités compétentes et de tous renseignements nécessaires tant en Belgique qu'en France. L'Office, essentiellement belge, se rendra gratuitement utile aux anciens militaires dont l'indigence sera constatée. S'adresser en personne ou par lettre affranchie, 7 rue des Éperonniers à Bruxelles.[réf. nécessaire] »

### Effectifs en Belgique
Environ quinze mille Belges reçoivent cette autorisation. Des listes de médaillés (environ 14 162 noms, selon le général Couvreur) paraissent dans le Moniteur belge des 23 janvier, 20 février, 18 mars et 27 avril 1858 et du 16 janvier 1859 (annexes A, B). Les décorations sont envoyées aux administrations communales qui les distribuent avec plus ou moins de faste. Des cérémonies solennelles eurent lieu dans de nombreuses communes du pays.
Des femmes (qui avaient été employées dans les armées du premier Empire) ayant également réclamé la médaille, Napoléon III ordonne de faire suite à leurs demandes, pour autant qu'elles puissent présenter des titres en règle. La Fourragère, no 7, 12e série, en cite quelques-unes : Marie Somers, 70 ans, de Cruybeke, avait fait la guerre d'Espagne dans le 9e hussards, où elle avait servi pendant dix ans ; Philippine Charlotiaux, veuve Bailly, 70 ans, de Namur, fut faite prisonnière étant vivandière à la 22e batterie du 9e d'artillerie (campagne de Russie 1812) ; également, Sophie Timmermans et Anne-Thérèse Burniaux.
Simon Charles Isidore, baron de Cerf, reçoit la médaille de Sainte-Hélène pour sa dévotion à l'empereur Napoléon Ier, en plus de la Légion d'honneur qui récompense ses nombreux services à l'Empire.
Le plus jeune décoré belge est probablement Auguste-Joseph Dereume, né à Maestricht le 1er mars 1807 et admis comme enfant de troupe au 20e dragons le 6 décembre 1813.
Le dernier médaillé belge est sans doute François-Ange-Joseph Thiery, né à Tournai le 25 septembre 1797 ; officier de santé dans la Grande Armée, prisonnier de guerre des Russes en 1814, licencié en avril 1814, il meurt à Halen le 29 mars 1891.

### Source historiques
On trouve énormément de détails sur le parcours militaire des volontaires belges de la Grande Armée (pays traversés, blessures reçues au combat…), sur leur physique (taille, couleur des yeux…), leur condition de vie en 1857 (secours, indigence…), leur santé, leur situation familiale, leurs sentiments par rapport aux événements auxquels ils ont participé. Le musée royal de l'armée à Bruxelles possède quelques dossiers de médaillés belges.

#### Exemples de correspondances
« À l'Empereur des Français à Paris.
Bruges, le 26 7bre 1857.
Sire! 
J'ai l'honneur de vous adressée la conger ci-après et de vous priée de bien me donnée les médailles de Ste Hélène pour les services rendus à la Belgique et à la France. Recevez, Sire!, les pression de mes civilités a le empressement en bien cordial ami.
P. J. Simon
Rue des pierres, 27
À Bruges. »
Lettre adressée au Ministre des Affaires Étrangères par le président de la Société des Anciens Frères d'Armes de Saint-Nicolas
« À Monsieur le Ministre des Affaires Étrangères à Bruxelles.
Monsieur le Ministre,
En ma qualité de Président des anciens frères d'armes de l'Empire français, j'ai l'honneur de vous adresser ci-joint la liste dûment certifiée par Monsieur le Bourgmestre de cette ville désignant les noms des militaires qui ont obtenu la Médaille de Sainte-Hélène décernée par Napoléon III.
Je vous prie, Monsieur le Ministre, au nom de mes compagnons d'armes, de vouloir provoquer l'autorisation nécessaire pour qu'ils puissent porter cette marque de distinction. Agréez, Monsieur le Ministre, l'assurance de mon respect.
Le Président,
Hébert . »
Les Belges, en application de la loi du 11 juillet 1832, doivent en effet obtenir l'autorisation (ce règlement est toujours d’application aujourd’hui) de porter cette décoration étrangère en Belgique. Les bourgmestres doivent, par l'entremise des gouverneurs de provinces, faire parvenir les listes des médaillés belges de moralité notoire. Si leur demande est acceptée, les décorés reçoivent en plus du brevet français, une autorisation ainsi libellée :
« Léopold, Roi des Belges.
À tous, présents et à venir, salut.
Vu la requête du sieur ……… demandant à être autorisé à porter la Médaille de Sainte-Hélène qui lui a été décernée par Sa Majesté l'Empereur des Français.
Vu l'article 9 de la loi du 11 juillet 1832.
Sur le rapport de notre Ministre des Affaires Étrangères, Nous avons arrêté et arrêtons :
Art. 1 : le sieur … est autorisé à porter la susdite médaille sans pouvoir la détacher du ruban.
Art. 2 : notre Ministre des Affaires Étrangères est chargé de l'exécution du présent arrêté. »

## Galerie

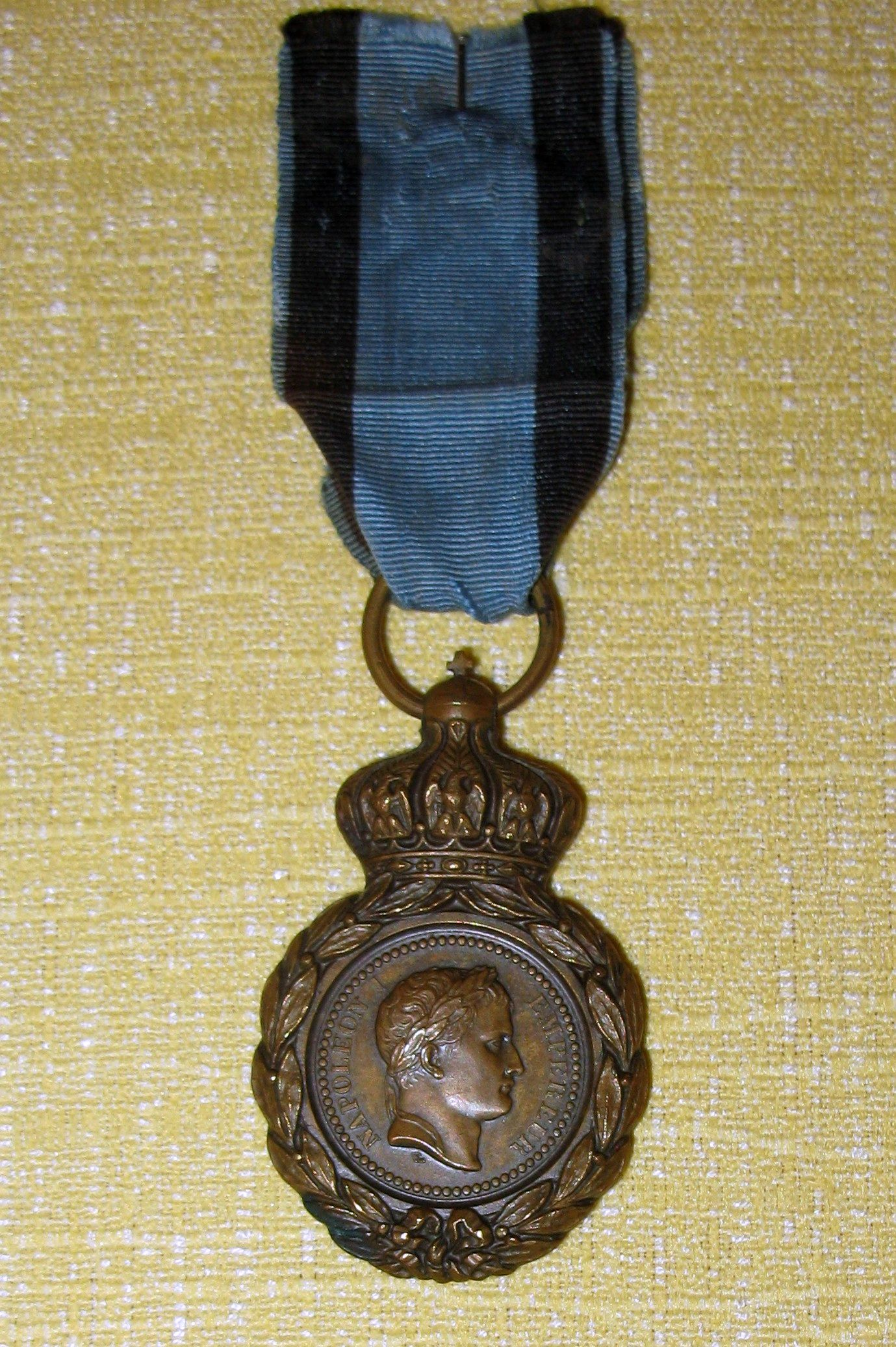
Médaille de Sainte-Hélène avec ruban de l'ordre militaire de Virtuti Militari.
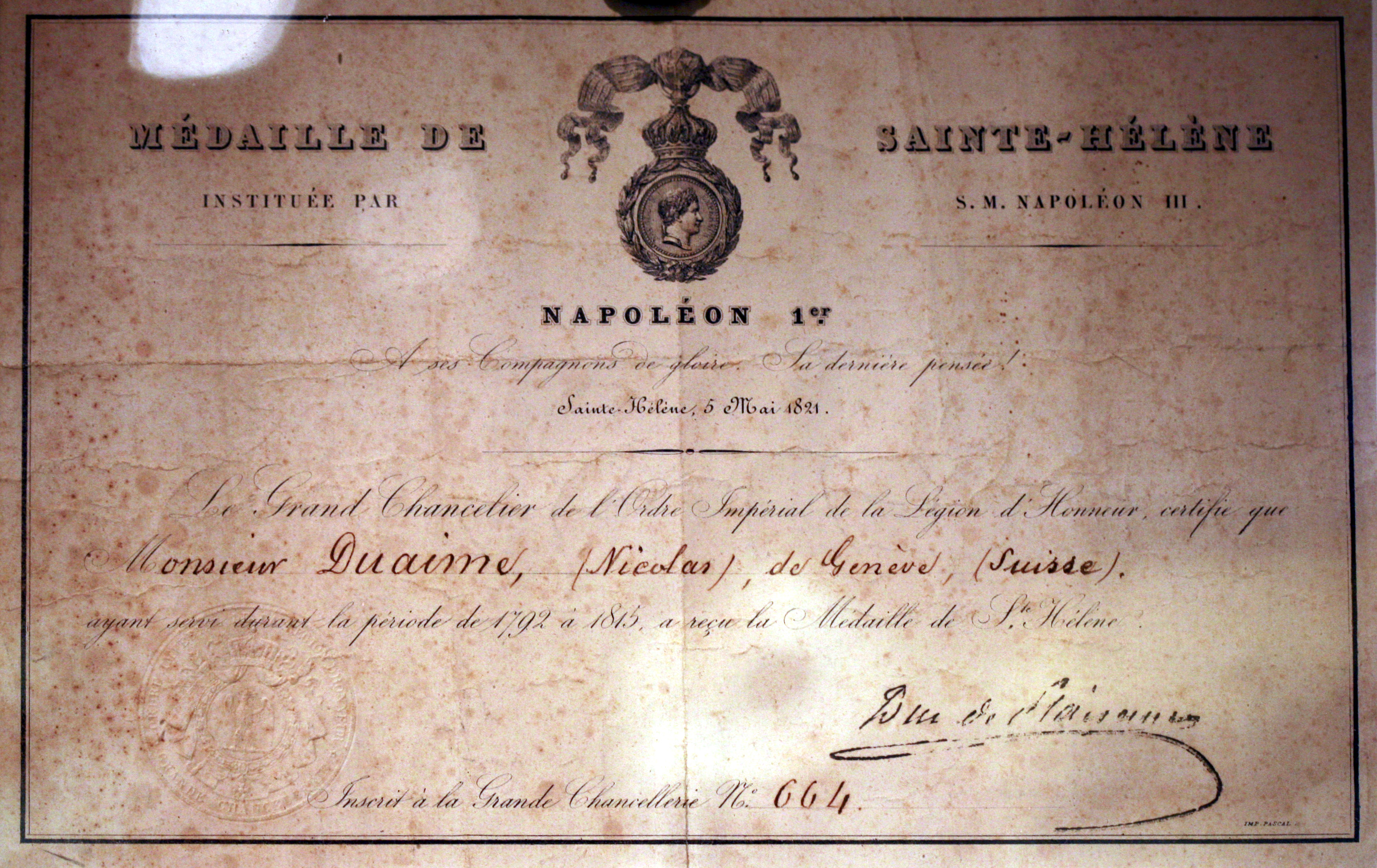
Diplôme.
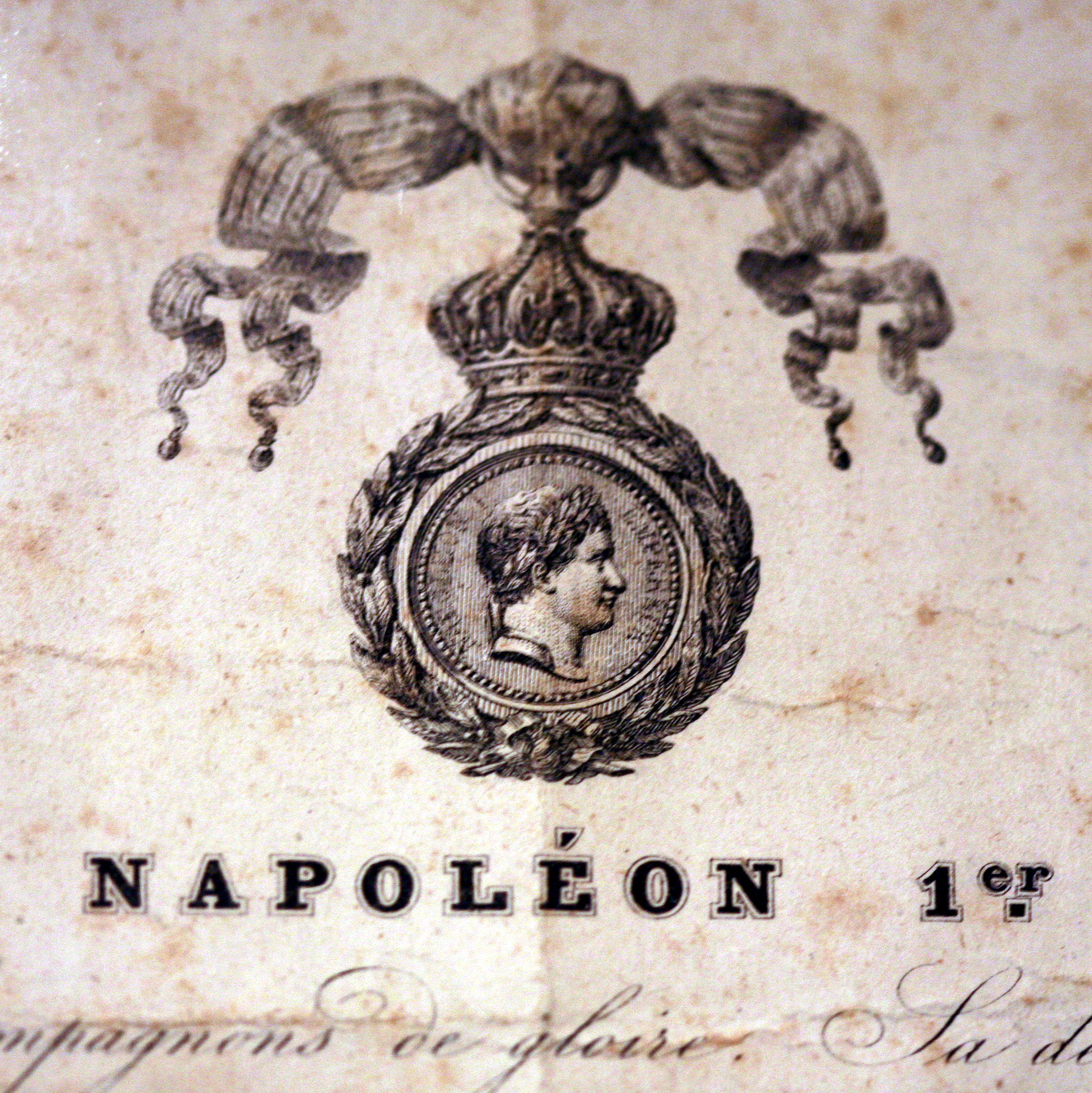
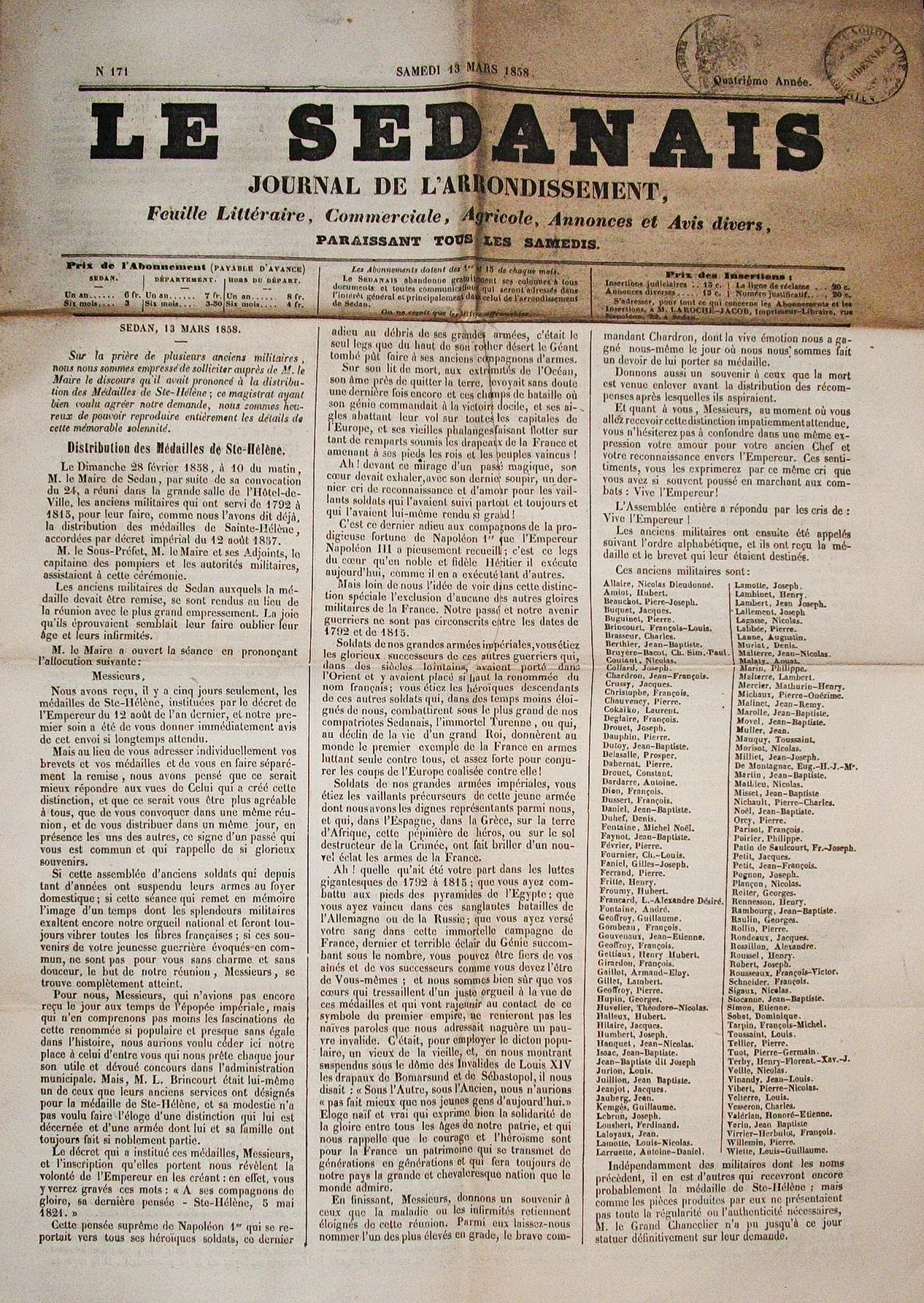
Liste des récipiendaires de la Médaille de Ste-Hélène, le 28 février 1858 dans le journal "Le Sedanais" numéro 171 du 13 mars 1858.
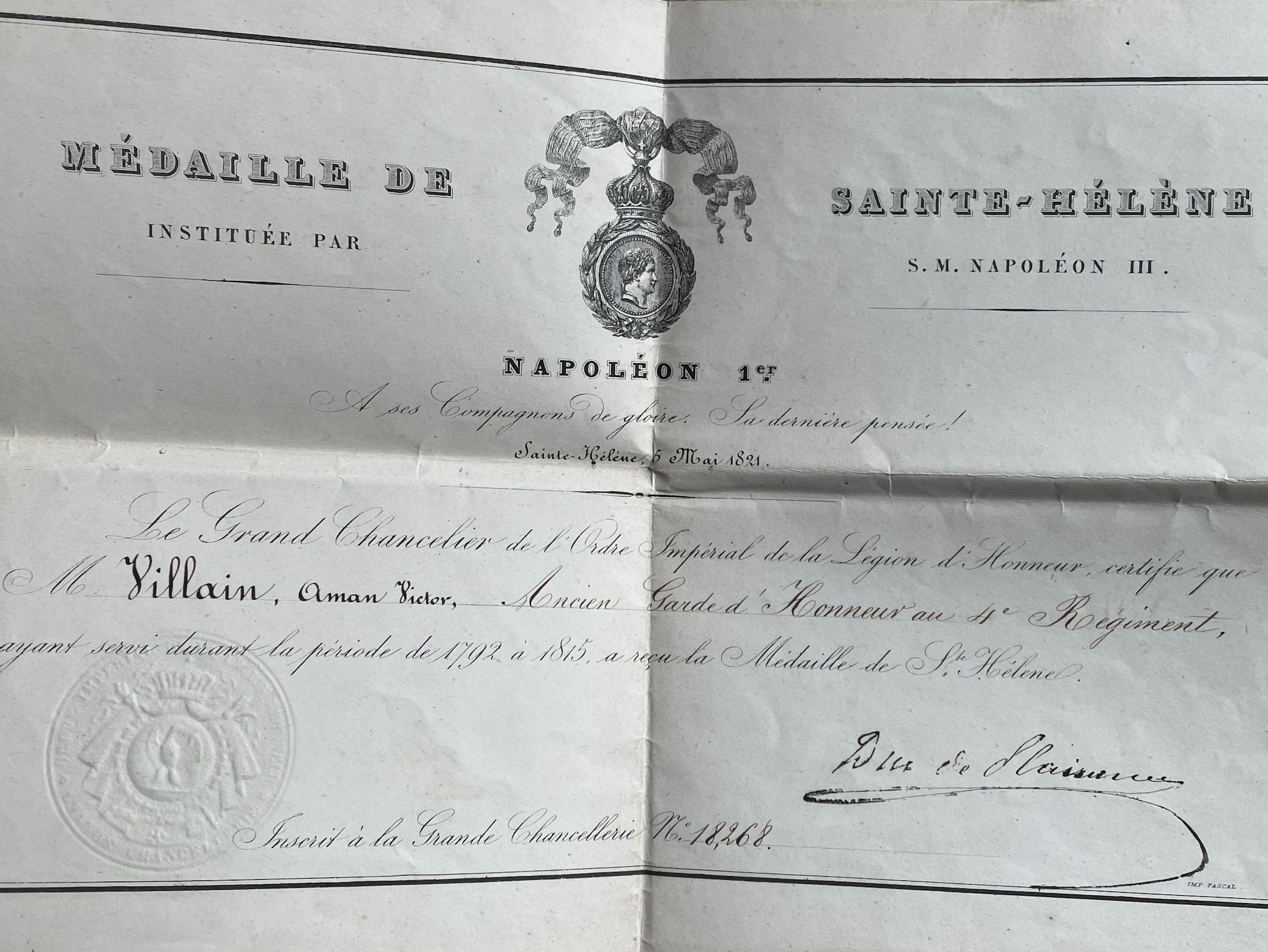
Diplôme de la médaille de St Hélène